# Хоффманн, Вольф
Вольф Хоффманн (нем. Wolf Hoffmann; 10 декабря 1959, Майнц, Германия) — известный немецкий гитарист и композитор, бессменный участник хэви-метал группы Accept. Кроме того, является профессиональным фотографом.

## Биография
Вольф Хоффманн родился 10 декабря 1959 года в Майнце, Германия и в 1965 году переехал с семьёй в Вупперталь. Его отец был профессором химии и работал на компанию Bayer. Мать была домохозяйкой. Ожидалось, что по окончании гимназии Вольф поступит в университет и будет занят приличной работой. Как он стал гитаристом в рок-группе, Хоффманн и сам не знает.

«Я вырос в учёном семействе, получая хорошее, если не наилучшее образование. И ожидалось, что я проступлю в университет и стану юристом по брачным делам, инженером или может быть физиком. Так что же случилось? Я не рос в сиротском приюте или с приемными родителями, которых я ненавидел. Я не был из рабочего района, но почему то закончил тем, что играю рок'н'ролл или, что ещё хуже, хэви-метал! И это было даже не из-за чего-то такого, типа „в-тот-день-когда-я увидел-Beatles-на-шоу-Ed-Sullivan-я-понял-кем-я-хочу-стать“!»
Началось всё с того, что его друг стал играть на гитаре и показал пару аккордов Вольфу. Тому понравилось и он тоже решил освоить гитару. В отличие от многих рок-музыкантов, Вольф сразу понял, что самостоятельно ему с этим не справиться (образование и семейные устои давали о себе знать), и поэтому он начал брать уроки игры на акустической гитаре (электрогитару отвергла семья) у одного преподавателя, работающего на общественных началах. Около года он разучивал классические произведения, и, наконец, приобрёл электрогитару из фанеры, ценой около 20 долларов. Подключал он её к старым ламповым радиоприёмникам, которые очень быстро выходили из строя, так что ему приходилось давать объявления о покупке таких раритетов.
Accept стала его первой и последней (на данный момент) командой. До этого он играл в группах, которые выдерживали по несколько репетиций. На тот момент Вольф не очень хорошо разбирался в теории музыки, впрочем, по его утверждению, он так никогда и не стал в ней разбираться, предпочитая играть интуитивно.
Во время его работы в группе Вольф всегда экспериментировал со звуком, пробовал различное оборудование и эффекты. Обычно в его распоряжении находилось два десятка гитар, причём Хоффманн опровергает устоявшееся мнение о том, что его любимая гитара — это Gibson Flying V.

«А хотите правду? Это забавная история. Гитара, которой я когда-либо едва пользовался в студии, это Flying V. Большинство думает, я с ней не расстаюсь. Но я главным образом использовал её на сцене, потому что это выглядит классно. Гитара хорошая, и звучание в порядке, но для студии есть гитары получше.»
Вольф Хоффманн также является профессиональным фотографом, и после распада Accept и до его воссоединения почти полностью посвящал своё время фотографии. На его официальном сайте до воссоединения группы не было ни слова о его музыкальной карьере. В связи с этим, Вольф Хоффманн не занимался сольной карьерой: на его счету два сольных альбома. Вышедший в 1997 году Classical и, вышедший в 2016, Headbangers Symphony, содержащие гитарные обработки классических произведений. Также он отметился на сольном альбоме Себастьяна Баха (ex-Skid Row). Кроме того, он записался на японском трибьюте Рэнди Роадсу (Randy Rhoads Tribute) на двух песнях, опять же с Себастьяном Бахом и Джо Линн Тёрнером.
По мнению самого Вольфа, самым интересным проектом, в котором он принимал участие именно как фотограф стала работа с Четом Аткинсоном и Лесом Полом. По заказу одного издательского дома, Вольф в домашней обстановке фотографировал гитары и другие личные инструменты музыкантов. Результатом фотосессии стала иллюстрированная книга — настоящее сокровище для коллекционеров и любителей гитар.

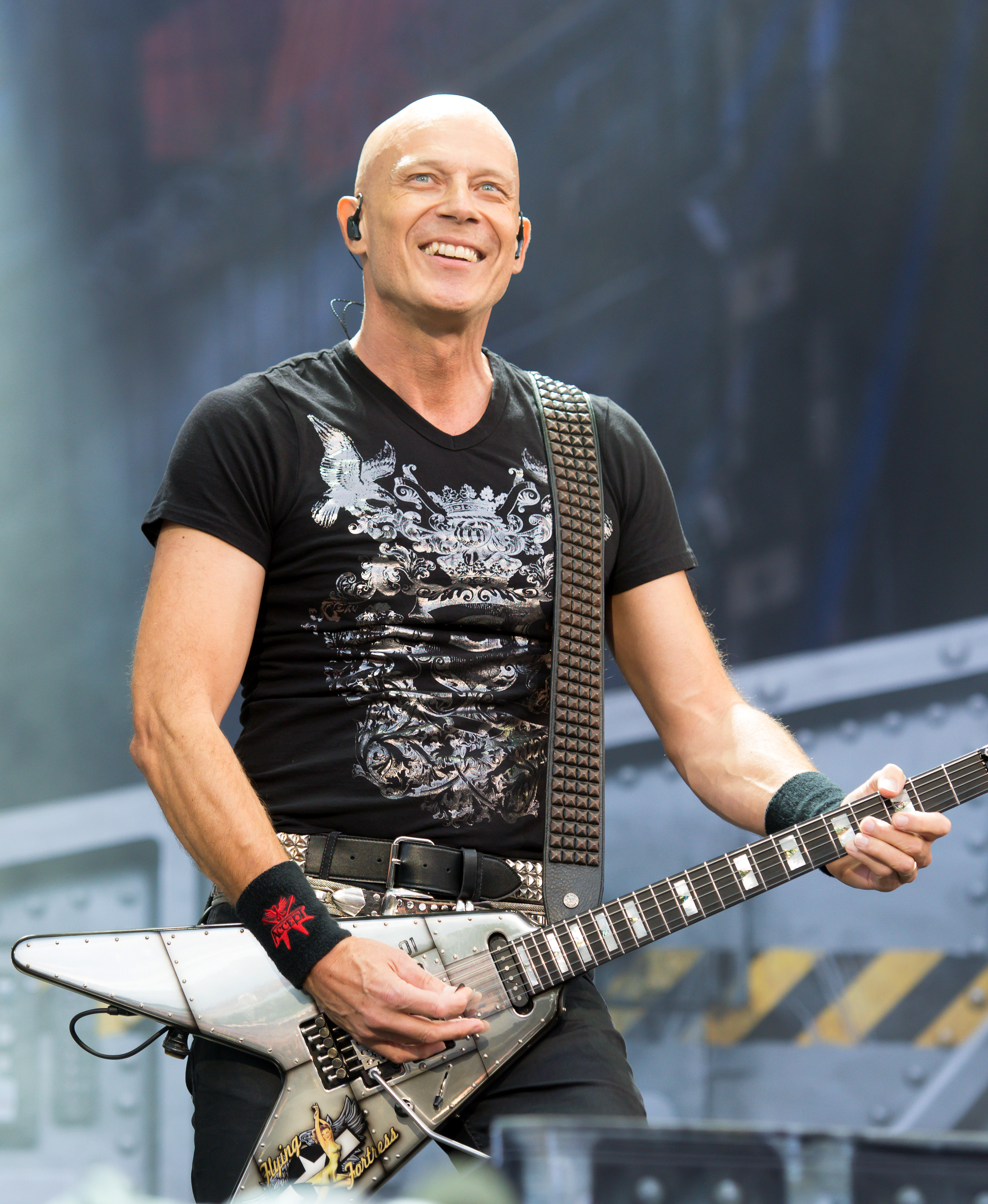
Вольф Хоффманн

По версии DDD, занимает 29 место среди лучших хэви-метал гитаристов, его соло в песне Head Over Heels занимает 60 место среди лучших хэви-метал соло[где?].
В 2009 году британский журнал Classic Rock включил Вольфа в список величайших гитаристов всех времен.
С 2010 года Вольф Хоффманн вновь является гитаристом возрождённого Accept.

## Дискография

### Accept
- Accept (1979)
- I'm a Rebel (1980)
- Breaker (1981)
- Restless and Wild (1982)
- Balls to the Wall (1983)
- Metal Heart (1985)
- Russian Roulette (1986)
- Eat the Heat (1989)
- Objection Overruled (1993)
- Death Row (1994)
- Predator (1996)
- Blood of the Nations (2010)
- Stalingrad (2012)
- Blind Rage (2014)
- The Rise of Chaos (2017)
- Too Mean to Die (2021)

### Сольные работы
- Classical (1997)
- Headbangers Symphony (2016)

### Себастьян Бах
- Bring ’Em Bach Alive! (1999)

### Outrage
- Who We Are (1997)

### Vengeance
- Back in the Ring (2006)

## Музыкальные предпочтения
На музыку Вольфа Хоффманна большое влияние оказали классические композиторы (так, интерпретации классических произведений в песнях Accept появились по его инициативе), а также такие гитаристы как Ричи Блэкмор и Ули Рот.

## Личная жизнь
Вольф Хоффманн женат на Габи Хауке, менеджере Accept, известной под псевдонимом Deaffy. Воспитывают дочь от предыдущего брака Габи.
Проживает преимущественно в Нэшвилле, штат Теннесси, США.